# Speelstad Oranje

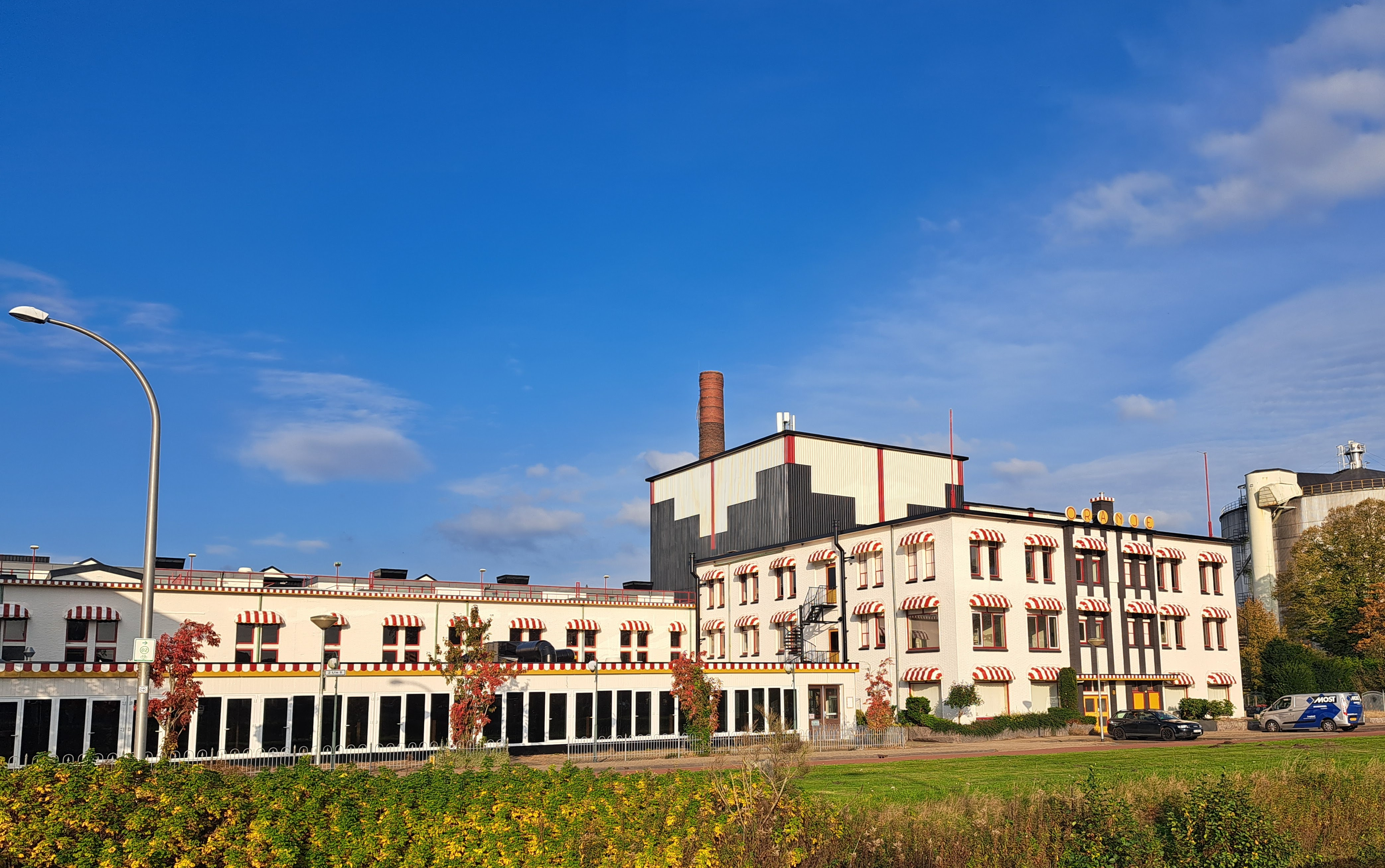
Speelstad Oranje, oktober 2024

Speelstad Oranje was een overdekt attractiepark in Drenthe (Nederland). Het totale park ligt aan het Oranjekanaal in het Drentse dorpje Oranje, gemeente Midden-Drenthe. Het park is gesitueerd in en rondom een voormalige aardappelmeelfabriek van Avebe, die in 1985 werd gekocht door ondernemer Hennie van der Most.

## Geschiedenis
Op 24 juli 1992 was het park voor het eerst open.
Het Vakantiepark Oranje, oorspronkelijk Pipodorp geheten, werd enkele jaren later geopend. Dit omvat circa 250 vakantiebungalows, door kunstenaar Chris Veldhof kleurrijk beschilderd als woonwagens, geïnspireerd door de tv-reeks Pipo de Clown. Tegenvallende bezoekcijfers maakten dat dit onderdeel als eerste werd gesloten in 2014. In oktober van dat jaar werd een nieuwe bestemming voor het park gevonden: het werd door Van der Most verhuurd aan het COA om er asielzoekers te huisvesten. In de zomer van 2017 werd dit AZC gesloten.
In het voorjaar van 2015 besloot Van der Most het park in het najaar van 2015 te sluiten. Zondag 27 september 2015 was de laatste dag dat het park geopend was voor publiek. Het park draaide al enige jaren met verlies omdat het bezoekers aantal terug liep.
In augustus 2020 werden er plannen gepresenteerd om Speelstad Oranje op te knappen. Het bijbehorende 'Pipodorp' moest omgetoverd worden tot woonplek voor gepensioneerden. In het plan wordt het Pipodorp afgescheiden van het attractiepark. "Als het woonpark door zou kunnen gaan, dan wordt het financieel ook rendabel om Speelstad weer te openen voor kinderen. Daarnaast willen ze er activiteiten organiseren voor bedrijfs- en familiefeesten zoals bowlen, karten en glow-in-the-dark midgetgolf."
Eind 2020 werden de bewoners van Oranje geïnformeerd door Van der Most: er waren nieuwe geïnteresseerden gevonden voor de overname van de Speelstad en het Vakantiepark. In het begin van 2021 werden de vakantiewoningen gerenoveerd. 
Deze woningen worden aangeboden aan investeerders voor een jaarlijks rendement.
In april 2021 werden de drie nieuwe eigenaren bekendgemaakt die het attractiepark een nieuw leven in zouden blazen. Rick van der Graaf, Vera Logtenberg en Jan Logtenberg zouden het attractiepark overnemen van Hennie van der Most met het idee om Speelstad Oranje te heropenen in mei 2022. Het attractiepark zou Speelstad 3.0 moeten gaan worden door het gehele attractiepark te renoveren.
Op 1 oktober 2021 maakte Hennie van der Most bekend het attractiepark toch niet te willen verkopen aan het drietal en trok zich terug, daardoor zijn de plannen voor een heropening van het Speelstad 3.0 in de koelkast beland. In 2024 is de buitenkant van het gebouw gerenoveerd. 

## Attracties
Het park richtte zich tot de sluiting in 2015 vooral op families met kinderen in de leeftijd van 3 tot en met 14 jaar. De attracties waren hier ook vooral op afgestemd.
Enkele attracties waren:
- Klim en Klauter-wereld
- Piratenschip, een schommelschip-attractie
- Draaimolen de Jungle Molen
- Griezelhuis, een spookhuis
- Achtbaan Tornado (achtbaantrein heeft de vorm van een draak)
- Achtbaan The Wacky Worm (uit het voormalige pretpark De Vluchtheuvel Norg)